# Добрицький зоопарк
Добрицький зоопарк (також відомий як Центр захисту природи й тварин у Добриці) є першим ліцензованим «зоологічним садом» Болгарії. У зоопарку живуть понад 100 тварин 30 видів.
Центр захисту природи й тварин у місті Добрич був створений за болгарсько-швейцарським проектом на теренах старого зоопарку. Спільна площа 16 га, на теренах 50-літні дерева та чагарники.
Ліцензія «зоологічного саду» видана міністром навколишнього середовища і водних ресурсів після доповіді міжвідомчої комісії, яка встановила, що центр відповідає передбаченим законом вимогам.
У Центрі захисти природи й тварин функціонує Зелена школа для дітей.

## Історія
У 1996 році «Рейтер» опублікувало фото маленького кенгуру з його матір'ю кетою. Текст до фотографії пояснював, що тварини в зоопарку Добрич голодують. Фотографія вийшла в одній зі швейцарських газет. Вона глибоко торкнула швейцарського еколога Барбару Герінг, яка вирішила організувати акцію в допомогу зоопарку Добрич. Були зібрані кошти, але дитинча кенгуру не вдалося врятувати, в зимові холоди тварина загинула. Співпраця, однак, було розпочато - і з одноразової акції виріс проект створення центру захисту природи за аналогією з зоопарком в Цюріху.
Протягом багатьох років швейцарські партнери збирають кошти на різні благодійні ініціативи. У будівництво Центру захисту природи і тварин в Добричі вкладено 800 000 левів (понад 300 тисяч швейцарських франків). Швейцарці містять частину найбільш складних у догляді тварин (через механізм опіки). Пара коней Пржевальського, лама, пара верблюдів, два павичі, зубри - дарування швейцарського зоопарку. Інші тварини в Добрицька зоопарку збереглися від колишнього міського зоопарку.

## Тварини
Сьогодні у парку, котрий був відкритий 25 вересня 2003 року, утримуються тварини, характерні для ареалу, вони живуть в середовищі, максимально близькою до їх природної. Відвідувачі мають можливість прямого контакту з тваринами. З міркувань безпеки для деяких видів були зроблені загородження. Для поні і ослів організовані міні-пасовища.
У зоопарку утримуються наступні види:
- із ссавців: кінь Пржевальського (включено в Червону книгу), альпака, зубр, єнот, благородний олень, косуля, муфлон, заєць, кенгуру, серед найбільш знакових для парку - ведмедиця Берна та ін.
- з птахів: сова, золотий фазан, білий павич, страуси і різні види курей, качок, папуг, голубів. Деякі види птахів - лелеки, лебеді і рожевий пелікан - повертаються щорічно в теплі місяці року.

Побудовано водоспад і два озера, одне з яких має площа 1200 м². На озерах живуть водоплавні птахи. Створено і «готель» для комах.
У багатьох тварин в Центрі захисту природи і тварин в Добричі є швейцарські опікуни. Болгарські громадяни взяли під опіку двох зайців і одну водну черепашку.
У січні 2019 року в зоопарк надійшли нові тварини - олені і угорські козли.
Європейське фінансування надається тільки зоопарком з вільним утриманням тварин, це призвело до того, що цілий ряд зоопарків в країні - в містах Русе, Карнобат, Кюстенділ - вже закритий, в інших шукають нових господарів для тварин - за кордон відправлено кілька ведмедів і левів, одна мавпа.

## Галерея

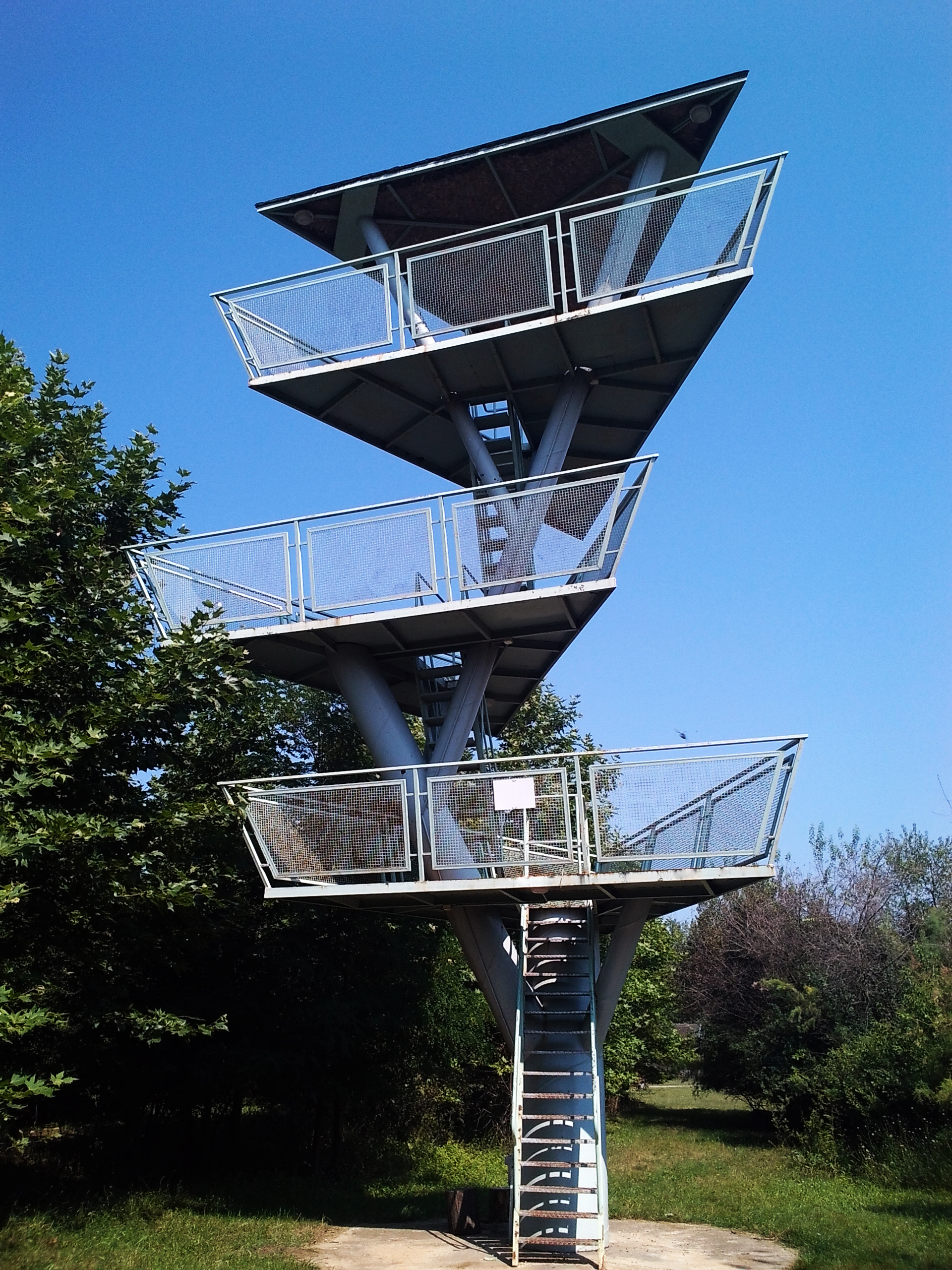
Оглядова вежа
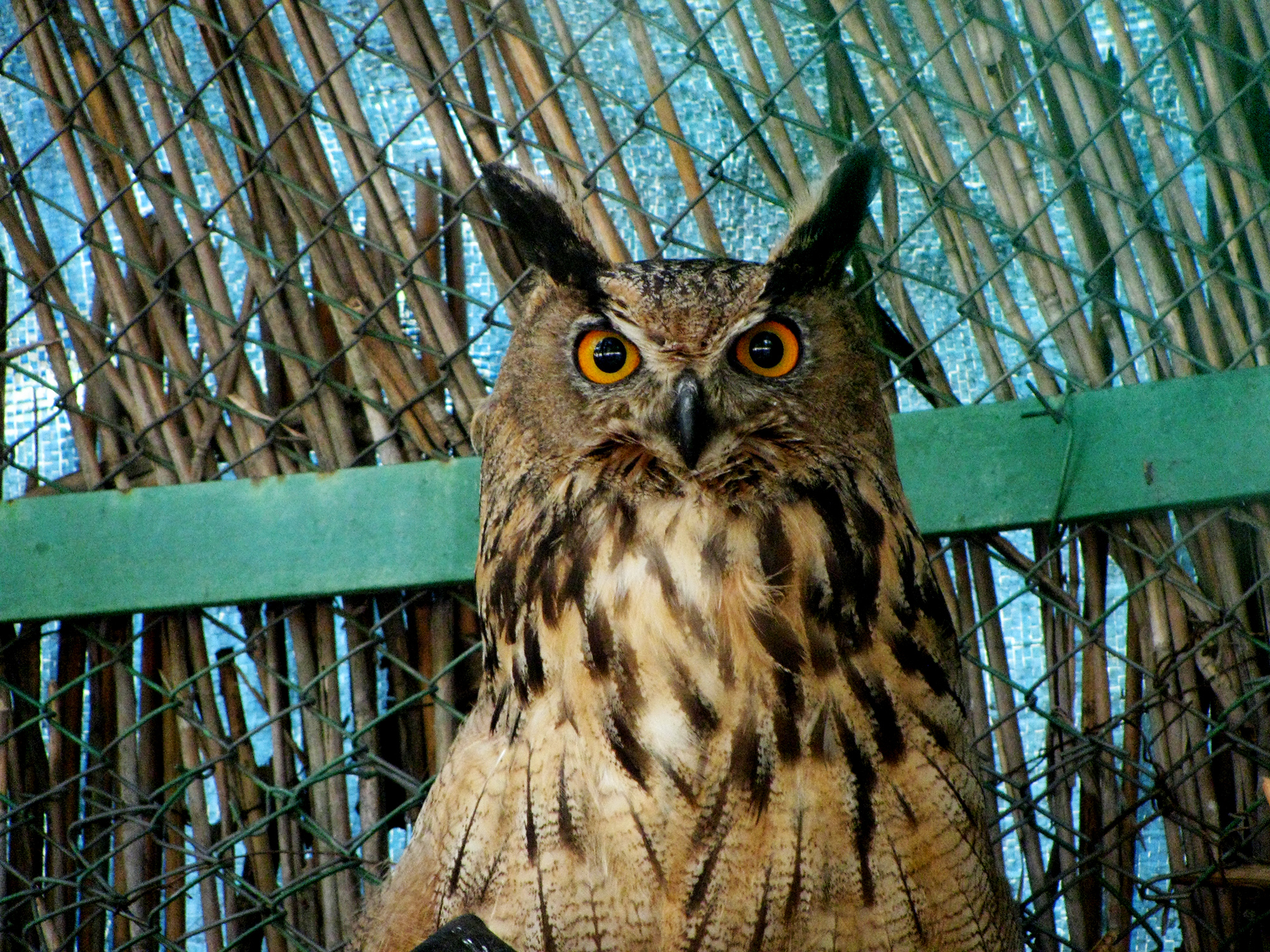
Сова в зоопарку
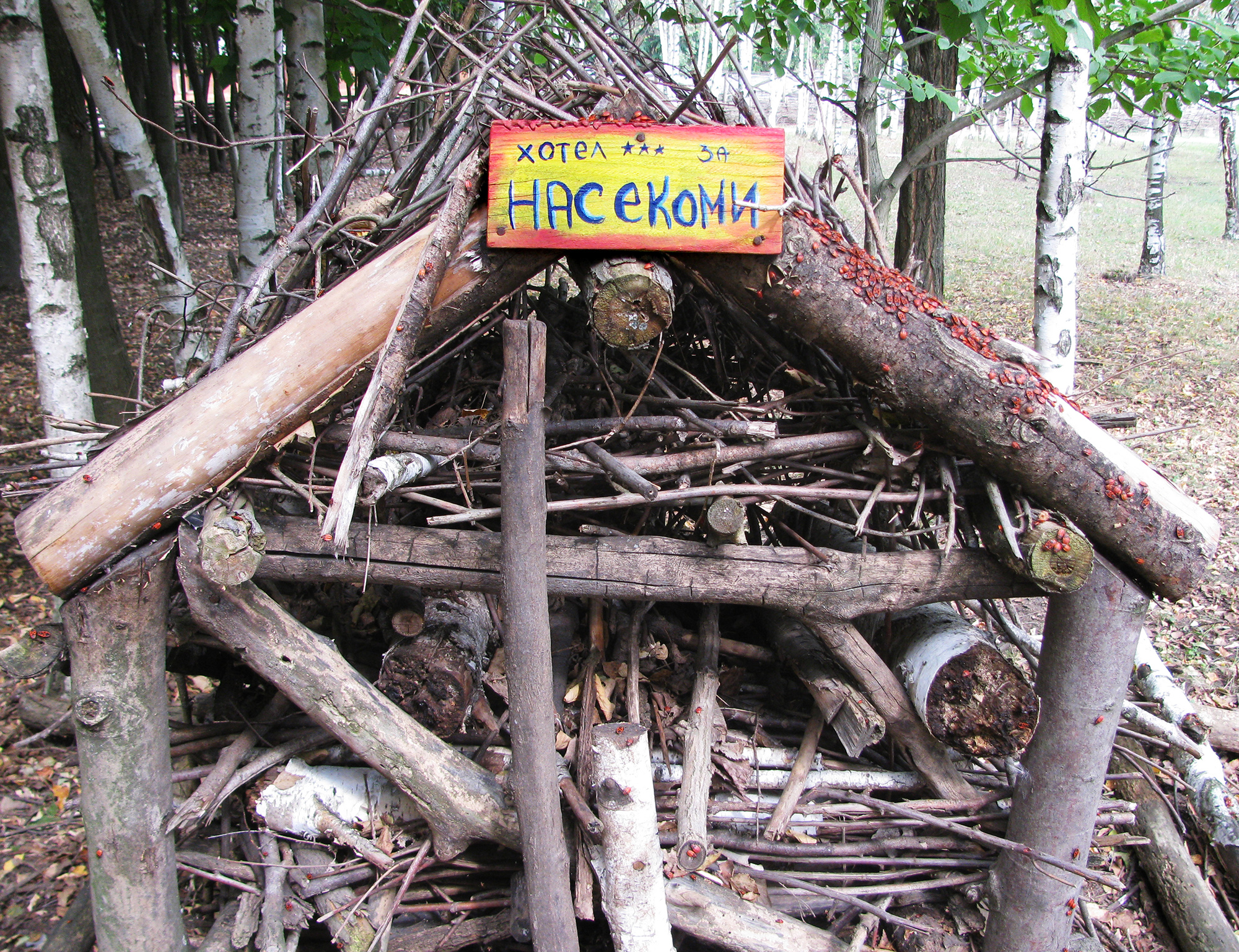
Готель для комах
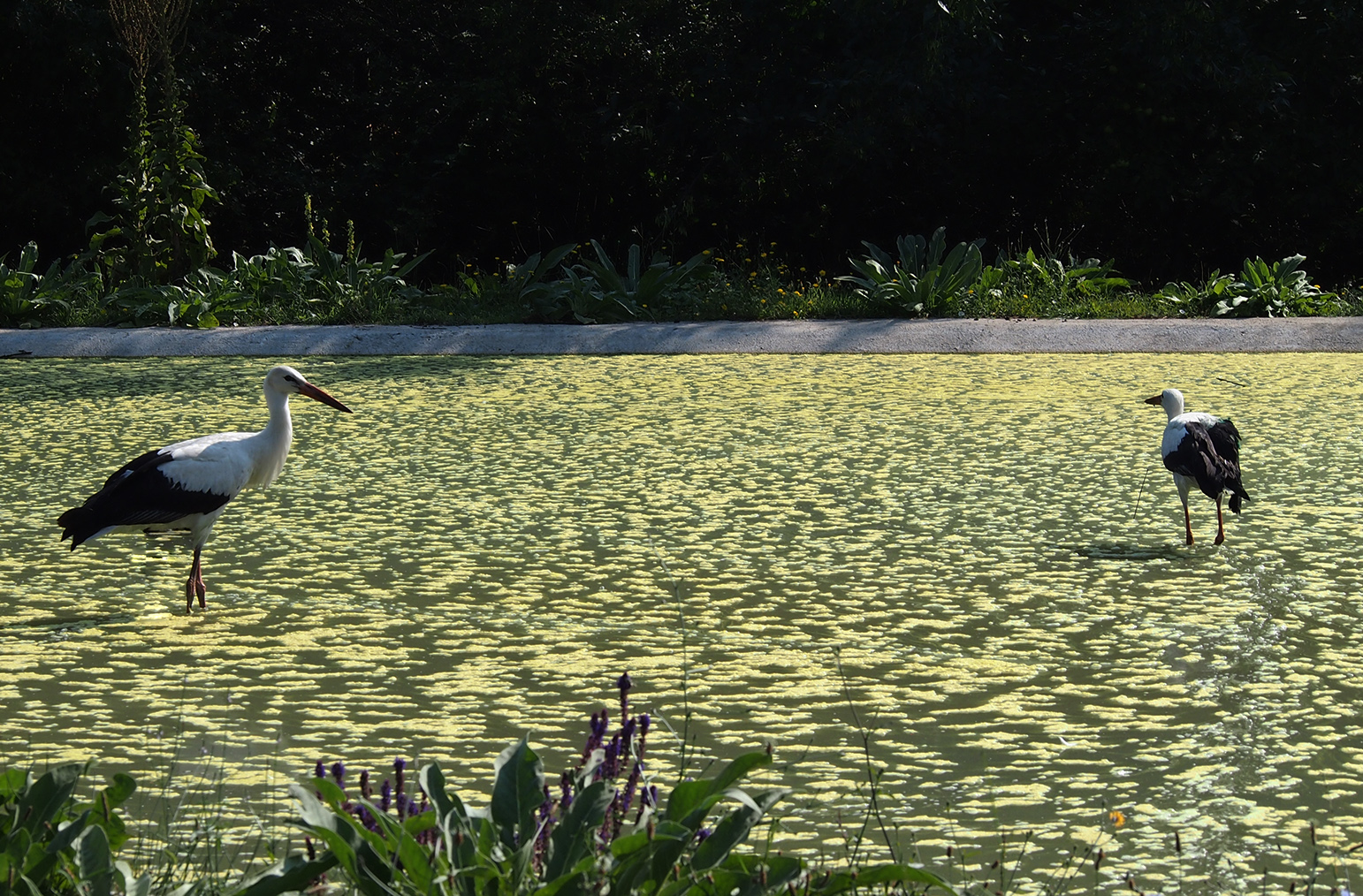
Білі лелеки на озері
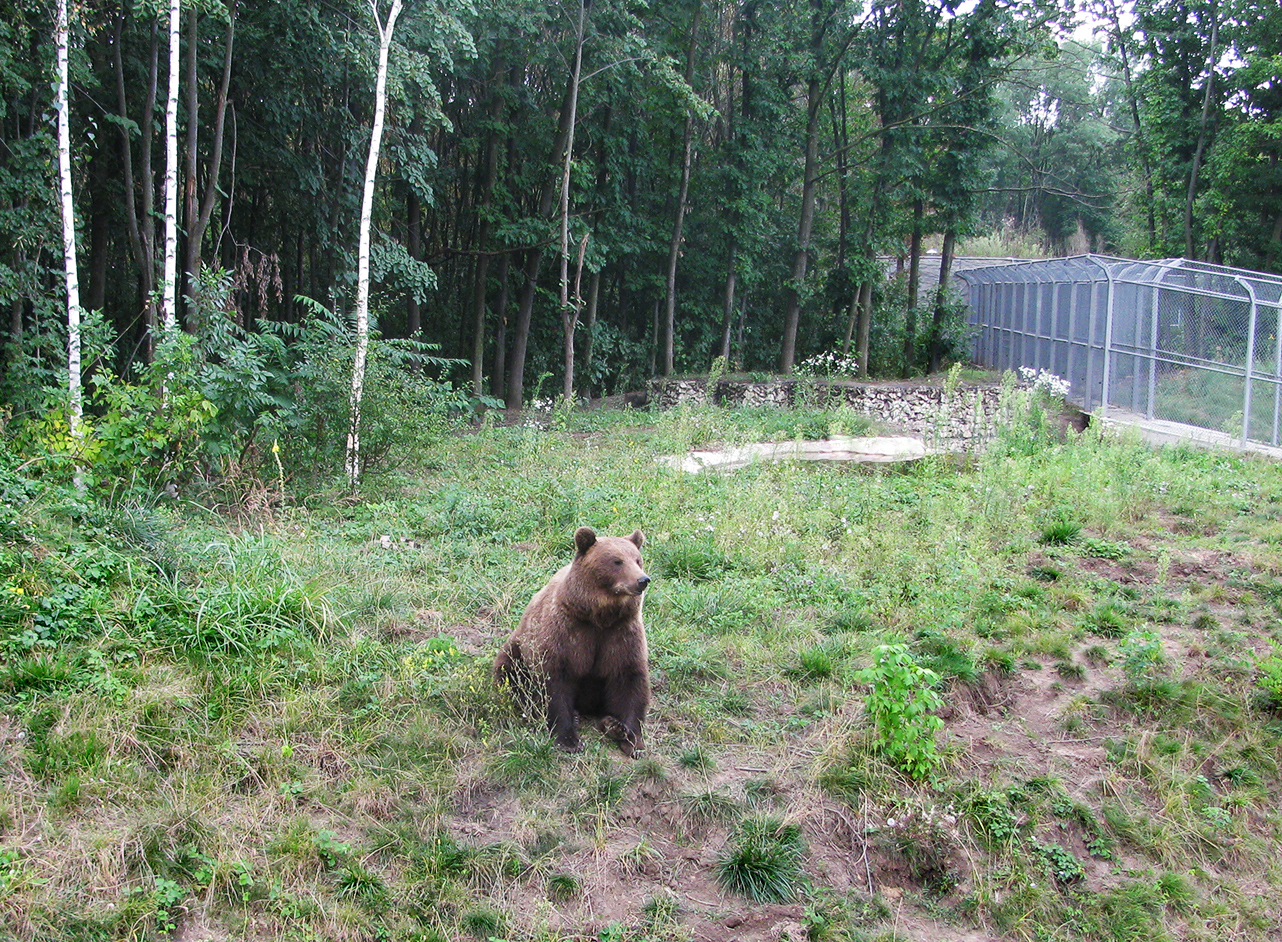
Ведмедиця Берна
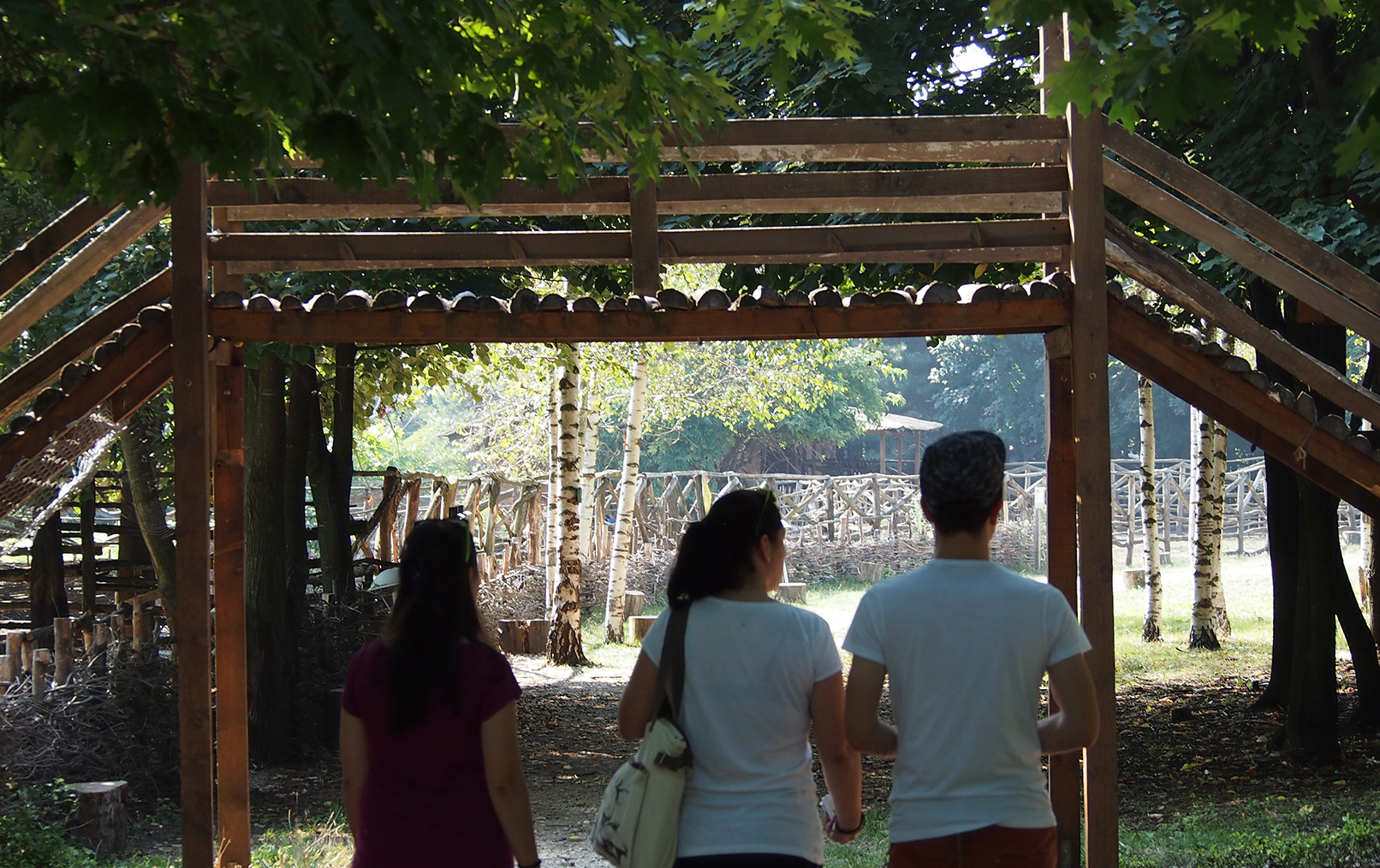
Відвідувачі в зоопарку

- Центр захисту природи й тварин на вебсайті муніципалітету Города Добрич